# 优势学科创新平台项目
优势学科创新平台项目，是中华人民共和国为支撑国家和行业发展急需重点领域发展而建立的高等院校优势学科建设项目，由中华人民共和国教育部和财政部于2006年12月起试行，項目参与学校从列入211工程但未列入985工程计划的高等院校中挑选，主要挑选拥有处于国内前沿且支撑国家急需重点领域的学科院校。一共有38所高校被列入该项目中，其中33所学校被列入常规平台，6所学校被列入教师教育创新平台。
该项目在高教界常被称为“小985”，被称为“985特色平台建设”、“985工程优势学科创新平台”、“特色985工程”、“985特色学校”等。民间也有称该工程为“984.5工程”的说法。

## 列表[2]

### 常规平台
- 北京外国语大学：非通用语本科教材建设工程[4]
- 暨南大学：华侨华人研究优势学科创新平台
- 西安电子科技大学：先进军事综合电子信息系统优势学科创新平台、先进雷达技术优势学科创新平台
- 中国石油大学（华东）：油气资源勘探开发与转化
- 北京科技大学：冶金工程研究院和新材料研究院
- 中国矿业大学：煤炭资源安全开采与洁净利用
- 东北林业大学：森林资源可持续经营与高效利用
- 北京林业大学：应对全球变化的森林生态系统恢复重建与可持续经营
- 华东理工大学：煤的清洁高效利用与石油化工关键技术
- 西南交通大学：轨道交通运输工程
- 中国地质大学（武汉）：地球系统过程与矿产资源
- 南京理工大学：精确打击、高效毁伤与主动防护
- 南京航空航天大学：航空飞行器设计制造与飞行安全
- 北京交通大学：轨道交通安全科学与技术优势学科创新平台
- 上海财经大学：经济学
- 中南财经政法大学：经、法、管学科融通创新与我国社会建设优势学科创新平台
- 中央财经大学：经济学与公共政策
- 北京化工大学：绿色化工与材料
- 西南大学：农林实践基地
- 哈尔滨工程大学：现代舰船与深海工程
- 河海大学：全球水循环与国家水安全
- 合肥工业大学：节能环保汽车及其制造装备技术
- 武汉理工大学：绿色建材与新材料
- 北京邮电大学：社交网络分析与网络信息传播优势学科创新平台
- 中国传媒大学：数字媒体技术优势学科创新平台
- 长安大学：公路建设和交通运营保障科学与技术优势学科创新平台
- 华北电力大学：电力科学与工程优势学科创新平台
- 江南大学：食品精深加工与安全控制优势学科创新平台
- 西南财经大学：金融学科群与中国金融创新发展优势学科创新平台
- 华中农业大学：农业生物遗传改良和生长发育调控优势学科创新平台
- 南京农业大学：高效农业与食物安全优势学科创新平台[5]
- 中国政法大学：法治建设与人才培养优势学科创新平台
- 中国药科大学：新药发现理论与技术优势学科创新平台
- 北京中医药大学：中医药优势学科创新平台

### 教师教育创新平台[6]
- 西南大学
- 陕西师范大学
- 北京师范大学
- 华东师范大学
- 华中师范大学
- 东北师范大学